# Daniel Gilbert

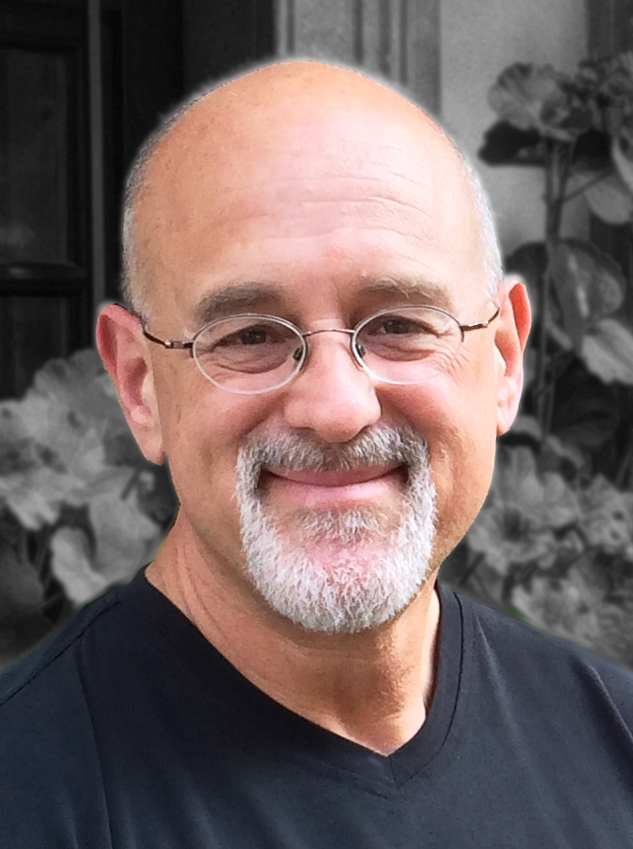
Daniel Gilbert

Daniel Todd Gilbert (5 november 1957) is een Amerikaans hoogleraar psychologie aan de Harvard University, gespecialiseerd in sociale psychologie. Hij is tevens populairwetenschappelijk auteur.

## Biografisch
Gilbert haalde een BA psychologie aan de Universiteit van Colorado in 1981. Vier jaar later haalde hij een PhD sociale psychologie aan de Princeton University.
Gilbert doet aan het Hedonic Psychology Laboratory van Harvard onder meer onderzoek naar geluk en naar het menselijk vermogen om eigen toekomstige emoties in te schatten. Hierover schreef hij het boek Stumbling on Happiness (2006), waarmee hij in 2007 de jaarlijkse Royal Society Price for Science Books van de Royal Society won. Zijn artikelen verschijnen verder onder meer in The New York Times en in Time Magazine.
Gilbert hield in 2006 en 2008 presentaties op de jaarlijkse TED-conferentie.
- Bibsys: 6078804
- Bibliothèque nationale de France: cb146126034 (data)
- CiNii: DA11270481
- Gemeinsame Normdatei: 131955837
- International Standard Name Identifier: 0000 0001 1086 0416
- Library of Congress Control Number: n86862993
- MusicBrainz: 12109799-af2d-496d-9967-23a72e06202d
- Nationale Bibliotheek van Tsjechië: vse2007406101
- Nationale Bibliotheek van Israël: 987007311911605171
- Nationale en Universitaire bibliotheek Zagreb: 000372955
- Nederlandse Thesaurus van Auteursnamen: 169311015
- ORCID: 0000-0002-9865-4445
- Réseau des bibliothèques de Suisse occidentale: 02-A003295998
- Système universitaire de documentation: 069031797
- Virtual International Authority File: 119253193
- WorldCat: E39PBJjRWbtwggBMVBJGBd8Qv3